# The Mission (band)

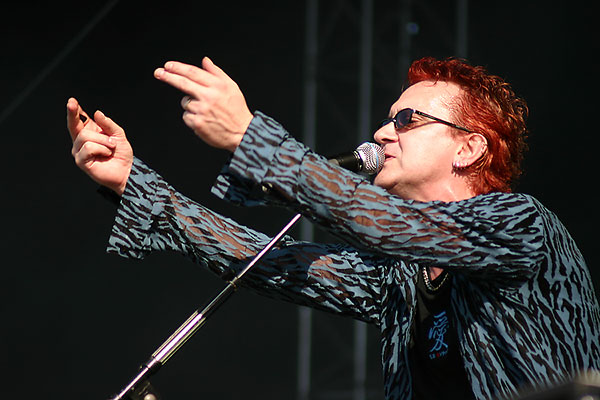
Wayne Hussey tijdens een concert van The Mission op M'era Luna, 2004

The Mission is een Britse gothic-rockband, gevormd door leden van The Sisters of Mercy nadat die band uiteenviel. In de Verenigde Staten werd de band The Mission UK genoemd omdat er al een groep met de naam The Mission in de V.S. was.

## Geschiedenis
De band werd gevormd in 1985 door gitarist en zanger Wayne Hussey en bassist Craig Adams van The Sisters of Mercy, aangevuld door drummer Mick Brown van Red Lorry Yellow Lorry en Simon Hinkler van Pulp.
The Mission heette eerst The Sisterhood en speelde nummers die oorspronkelijk waren geschreven voor de The Sisters of Mercy. Zanger Andrew Eldritch was tegen het gebruik van de naam The Sisterhood, onder meer omdat de fanclub van The Sisters of Mercy zo heette, en vormde daarom een muzikaal project dat onder de naam The Sisterhood een album en single uitbracht. De groep moest hierdoor op zoek naar een nieuwe naam en koos The Mission.
De band tekende een platencontract voor zeven albums met Phonogram Records, bracht haar debuutalbum Gods Own Medicine uit en ging op tournee door Europa met The Cult, gevolgd door een Amerikaanse tournee in 1986.
De single Tower of Strength (1988), het grootste commerciële succes van de band, was afkomstig van het tweede album Children. De single bereikte nummer 12 in de Britse hitlijsten.
Tijdens de wereldtournee Children Play stond de band op het toppunt van haar roem. De bandleden vormden een glamrock-tributeband, The Metal Gurus, en namen samen met Noddy Holder en Jim Lea van Slade een cover op van Slades Merry Xmas Everybody. Desondanks ging het slecht met de band omdat constant ruzie uitbrak, culminerend in het vertrek van Simon Hinkler.
Met het derde album, Masque, veranderde de sound van The Mission van gothic rock naar een vrolijker popgeluid. De fans waren teleurgesteld en het album was een flop. Craig Adams verliet de band voor The Cult.
In 1993 had de groep een comeback, nu met Mick Brown, Wayne Hussey, gitarist Mark Gemini-Thwaite, bassist Andy Cousin en toetsenist Rik Carter, resulterend in het album Neverland. Na een korte tournee van onder andere België en Nederland besloot de band in 1996 om er een punt achter te zetten.
In 1999 herenigde Hussey de band (met Craig Adams, Mark Gemini-Thwaite en Scott Garrett van The Cult) om samen met Gene Loves Jezebel op tournee door de VS te gaan. Door het succes van deze tournee besloot de band door te gaan met een wereldtournee. The Mission speelde op een aantal Europese muziekfestivals en bracht in 2001 een nieuw album uit, Aura.
De bandleden wisselden frequent: Mark Gemini-Thwaite verliet de band in 2001 om op tournee te gaan met Tricky en werd vervangen met Rob Holliday (Sulpher, The Prodigy). In 2002 vertrok Craig Adams, om later bij The Alarm te gaan. Hij werd vervangen door Richie Vernon. Drummer Scott Garrett vertrok enkele maanden later en werd vervangen door Steve Spring. In 2005 kwam Mark Gemini-Thwaite weer terug naar The Mission.
De eerste dvd van de band, Lighting the Candles, kwam uit in 2005. Een nieuw album, God Is A Bullet, volgde in 2007.
In 2008 speelde de band vier afscheidsconcerten in Londen. Hussey besloot dat het genoeg geweest was en dat hij zich liever met soloprojecten wilde bezighouden. In april 2008 kwam Husseys soloabum Bare uit. In 2010 werd de band in verband met het 25-jarig bestaan toch weer geformeerd in de originele bezetting voor een Europese tour. Echter zonder drummer Mick Brown. Zijn plaats werd ingenomen door Mike Kelly van Spear of Destiny.
In 2012 kondigde Wayne Hussey aan dat de band een nieuw album op ging nemen. In 2013 verscheen het album The Brightest Light. In 2016 bevestigde Wayne Hussey dat het tiende album werd opgenomen samen met producer Tim Palmer. Het tiende album werd op 30 september 2016 uitgebracht onder de naam Another Fall From Grace. Het album zou volgens Wayne Hussey de missing link zijn tussen het album God's Own Medicine en First Last And Always van Sisters of Mercy, de vorige band van zanger Wayne Hussey en bassist Craig Adams.

## Discografie

### Albums
- God's Own Medicine (1986)
- First Chapter (1987)
- Children (1988)
- Carved in Sand (1990)
- Grains of Sand (1990) - studiosessies
- Masque (1992)
- "No Snow, No Show" for the Eskimo (1993) - live-album
- Sum and Substance (1994) - "best of"-album
- Salad Daze (1994) - BBC Radio-sessies
- Neverland (1995)
- Blue (1996)
- Resurrection (1999) - "best of"-album
- Everafter (2000) - live-album
- AurA (2001)
- Aural Delight (2002)
- Anthology (The Phonogram Years) (2006)
- God Is A Bullet (2007)
- The Brightest Light (2013)
- Another Fall From Grace (2016)

### Singles
- Serpents Kiss  (1986)
- Garden Of Delight / Like A Hurricane  (1986)
- Stay With Me  (1986)
- Wasteland  (1987)
- Severina  (1987)
- Tower Of Strength  (1988)
- Beyond The Pale  (1988)
- Butterfly On A Wheel  (1990)
- Deliverance  (1990)
- Into The Blue  (1990)
- Hands Across The Ocean  (1990)
- Never Again  (1992)
- Like A Child Again  (1992)
- Shades Of Green  (1992)
- Tower Of Strength  (1993) - remix
- Afterglow  (1994)
- Raising Cain  (1994)
- Swoon  (1995)
- Lose Myself In You  (1995)
- Coming Home  (1996)
- Evangeline  (2001)
- Shine Like The Stars  (2002)
- Breathe Me In  (2005)
- Keep It In The Family  (2007)
- Blush (2007)
- Met-Amor-Phosis (2016)
- Tyranny Of Secrets (2016)

### Dvd's
- Lighting The Candles (2005)
- Waves Upon The Sand / Crusade  (2006)
- Gold - The Videos  (2007)